# Нью-Скотланд (Нью-Йорк)
Нью-Скотланд (англ. New Scotland) — місто (англ. town) в США, в окрузі Олбані штату Нью-Йорк. Населення — 9096 осіб (2020).

## Демографія
Згідно з переписом 2010 року, у місті мешкало 8648 осіб у 3458 домогосподарствах у складі 2528 родин. Було 3640 помешкань
Расовий склад населення:
| - 96,5 % — білих - 1,1 % — азіатів - 0,6 % — чорних або афроамериканців - 0,2 % — корінних американців - 0,1 % — вихідців з тихоокеанських островів |

До двох чи більше рас належало 1,3 %. Частка іспаномовних становила 1,7 % від усіх жителів.
За віковим діапазоном населення розподілялося таким чином: 22,3 % — особи молодші 18 років, 61,9 % — особи у віці 18—64 років, 15,8 % — особи у віці 65 років та старші. Медіана віку мешканця становила 45,2 року. На 100 осіб жіночої статі у місті припадало 98,4 чоловіків;  на 100 жінок у віці від 18 років та старших — 93,7 чоловіків також старших 18 років.
Середній дохід на одне домашнє господарство  становив 111 029 доларів США (медіана — 90 370), а середній дохід на одну сім'ю — 131 928 доларів (медіана — 111 324). Медіана доходів становила 66 419 доларів для чоловіків та 52 796 доларів для жінок. За межею бідності перебувало 3,7 % осіб, у тому числі 2,3 % дітей у віці до 18 років та 2,9 % осіб у віці 65 років та старших.
Цивільне працевлаштоване населення становило 4709 осіб. Основні галузі зайнятості: освіта, охорона здоров'я та соціальна допомога — 22,5 %, публічна адміністрація — 15,0 %, фінанси, страхування та нерухомість — 11,1 %, науковці, спеціалісти, менеджери — 10,7 %.